# Leucania singularis
Leucania singularis là một loài bướm đêm trong họ Noctuidae.